# 마이라 세르불로
마이라 세르불로(Mayra Sérbulo, 1970년 1월 13일 ~ )는 멕시코의 배우이다.